# Basílica de Santa Rita de Casia

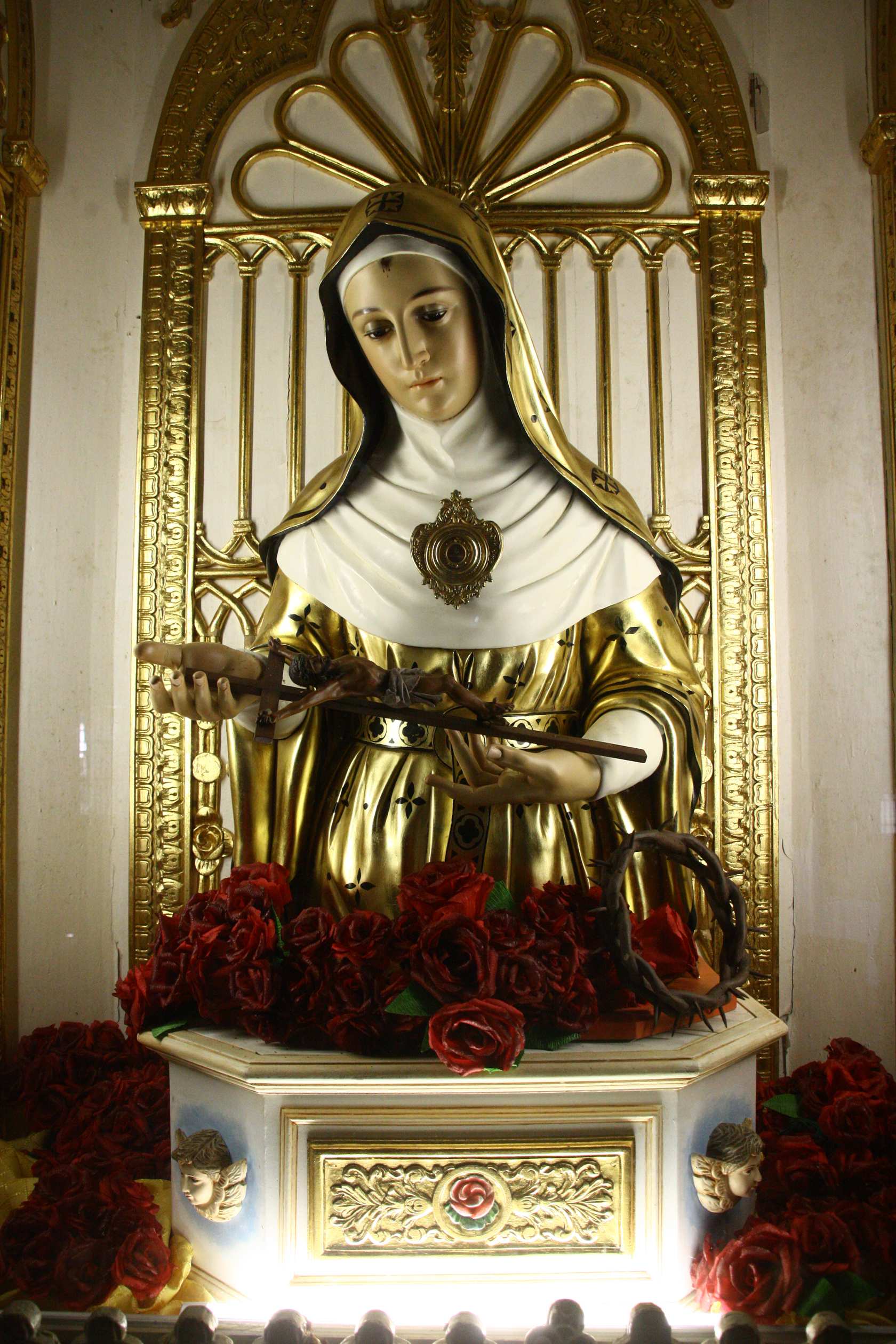
Cuerpo incorrupto de Santa Rita

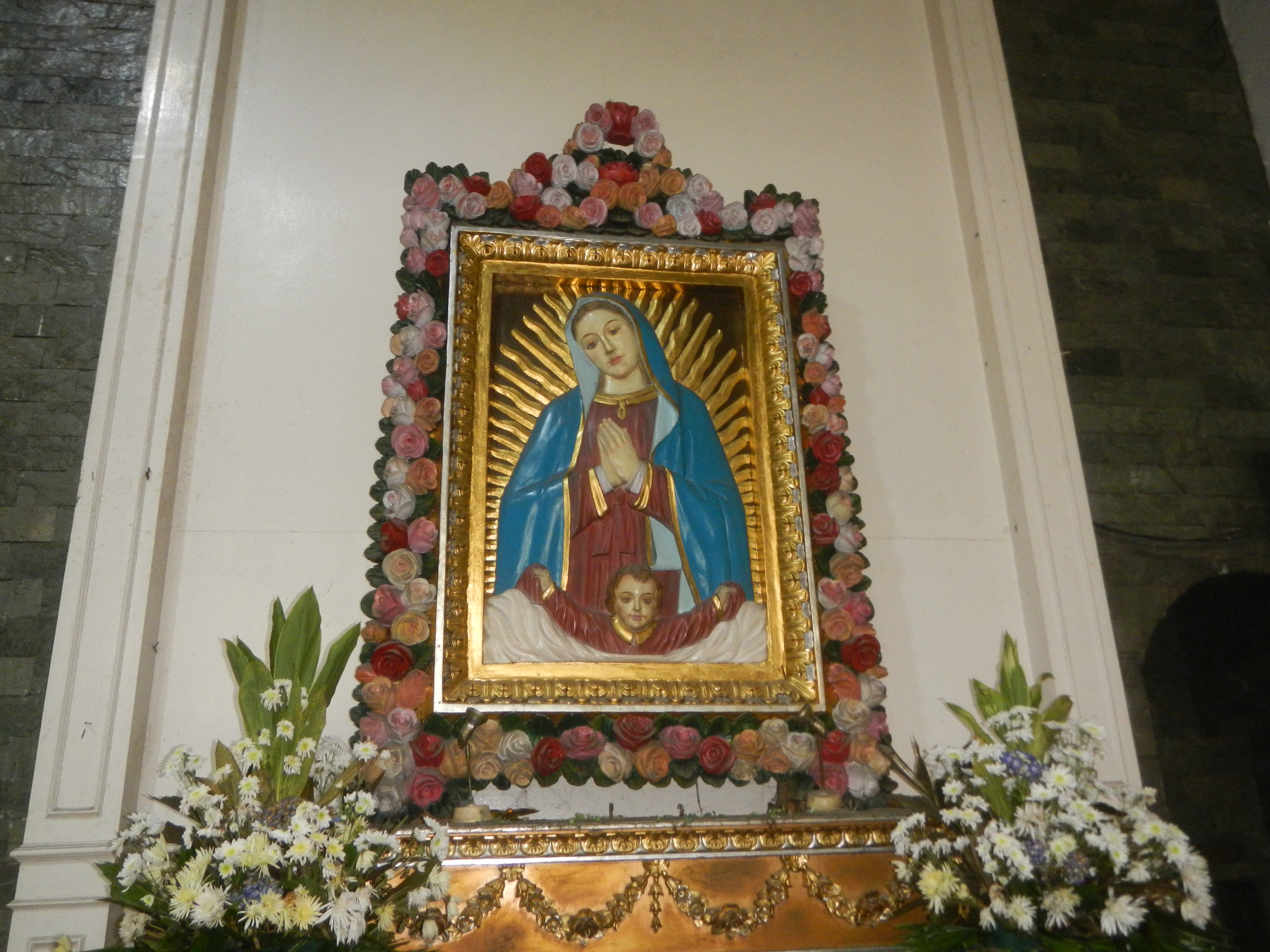
Santa Rita de Casia

La Basílica de Santa Rita de Casia se encuentra en la ciudad de Cascia en la región de Umbría, en Italia, en ella se venera el cuerpo incorrupto de Santa Rita de Casia y es uno de los santuarios más importantes de ese país.
La primera piedra de la iglesia de Santa Rita de Cascia se puso el 20 de junio de 1937, solo diez años más tarde, el 22 de mayo de 1947, el edificio fue consagrado.
La basílica, revestida de travertino blanco típico de las canteras de Tivoli, presenta una estructura en forma de cruz griega con cuatro grandes ábsides laterales y una cúpula central que domina el presbiterio.

En el interior de la basílica se encuentra el cuerpo incorrupto de Santa Rita de Casia, de la Orden de San Agustín. 

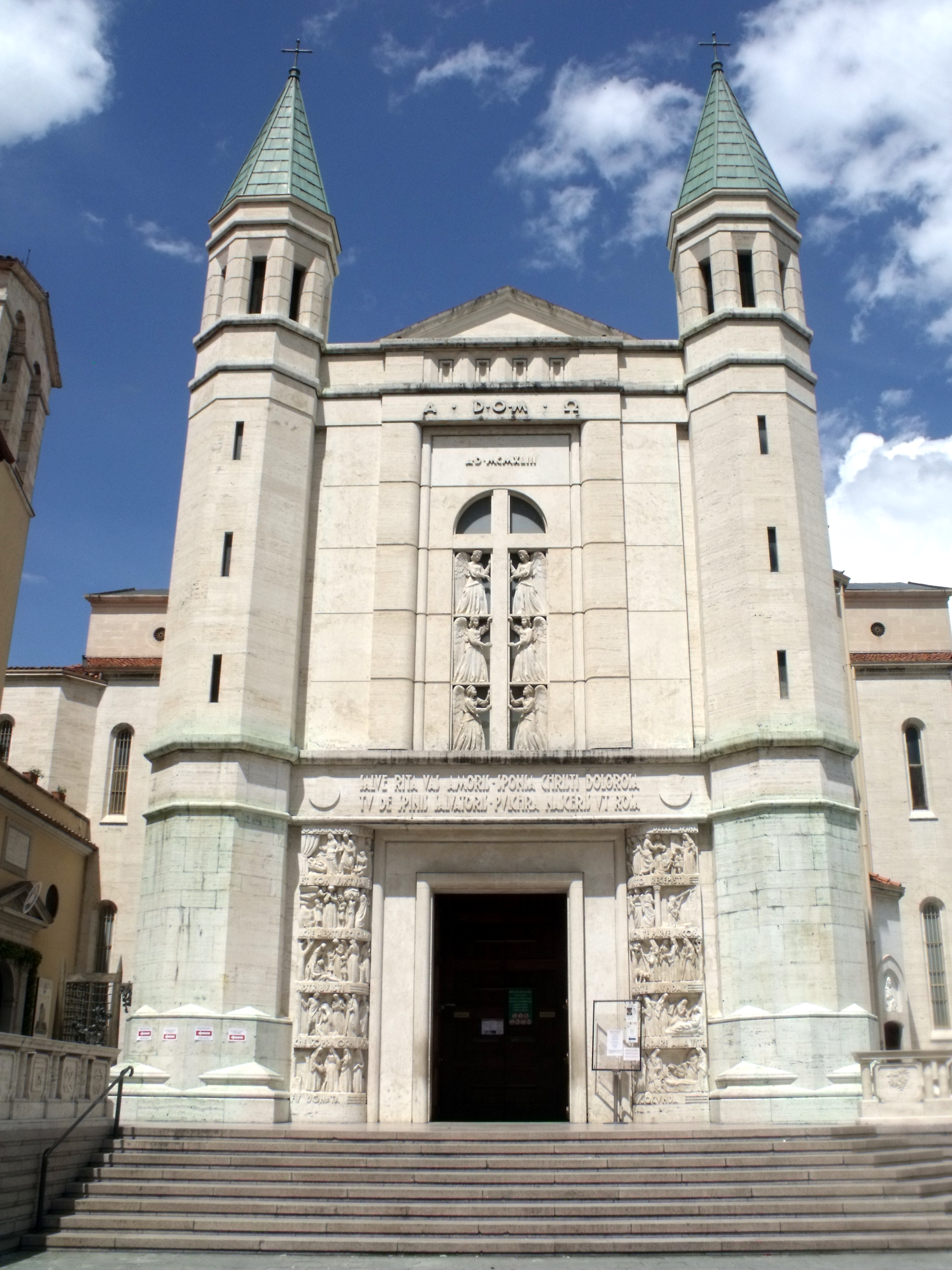
Basílica de Santa Rita en Cascia.